# Inga fra Varteig
Inga fra Varteig (født omkring 1185, død 1234) var elskerinde eller frille til kong Håkon Sverresson af Norge, som fødte sønnen Håkon Håkonsson uden for ægteskab og senere bar jernbyrd for at bevise sandheden om sønnens kongsarv. Hun har spillet en betydelig rolle i Norges historie. Hun spiller en central rolle i Henrik Ibsens skuespil Kongs-Emnerne, som introducerede navnet "Inga fra Varteig", hvilket hun er blevet kaldt siden.

## Baggrund
Hun omtales i historisk litteratur som Inga fra Varteig uden, at der er kildebelæg for, at det var der, hun kom fra. Sagaen siger blot, at Håkon Sverreson kom i kontakt med hende i Borg (nu Sarpsborg). Sagaen siger også udtrykkeligt, at hun havde slægt fra Varteig nord for Sarpsborg. Formodentlig hørte hun til en bondeslægt herfra. Den smule, vi ved om Inga, stammer fra Håkon Håkonssons saga, en kongesaga som er blevet skrevet i nær kontakt med og under kontrol af Håkons søn Magnus Lagabøte. Det er påfaldende, at sagaen fortæller meget lidt om Ingas familie, altså Håkons mors familie. En hypotese går ud på, at hun var af baglerslægt, og at dette bevidst er neddæmpet i sagaen.
Efter sigende var Inga meget smuk. Under et ophold hos sin frænde Audun, en af de gæveste mænd i Borg, lærte hun Håkon Sverresson at kende. Bekendtskabet blev intimt, og hun blev senere gravid med ham. Ifølge Håkon Håkonssons saga boede "Inga i kong Håkons hus, kongen delte seng med hende; Håkon Galen og flere af kongens betroede mænd vidste om det". Måske så hun sin fremtidige elsker første gang, da han skulle hyldes på Borgartinget i 1202.

## Arvestriden efter kong Håkon Sverresson
Håkon Sverresson regerede i knapt to år. Han døde brat nytårsdag i 1204, blot nogle måneder før sønnens fødsel, og det blev påstået, at han blev forgiftet. Rygterne sagde, at det var hans stedmor, enkedronning Margrete, som havde forgiftet ham.
Med kongens død blev Norge igen ustabilt, og landet blev delt mellem professionelle krigere med baglere på den ene side og birkebeinere på den anden. Flertallet i befolkningen, bønder og fæstere, var trætte af krig og uår.
Birkebeinerne valgte barnekongen Guttorm Sigurdsson, en sønnesøn af kong Sverre, men han døde samme år. Baglerne fremmede Filippus Simonsson, dattersøn af Harald Gilles dronning og søstersøn af den krigerske Oslo-bisp Nikolas Arneson. Det var derfor yderst farligt at bære på en potentiel tronarving midt i centrum af baglerriget. Inga var i en særdeles vanskelig situation. Mens hun var gravid, blev hun svigtet af sine frænder. Hun måtte vandre hjemmefra og blev modtaget af Erland på Huseby i Eidsberg. Hun blev derefter indkvarteret hos en Trond præst på Folkenborg i Eidsberg, et par kilometer nord for Huseby, da hun i 1204 fødte Håkon, et barn som for enkelte grupper, specielt baglerne ledet af biskop Nikolas Arneson, var en trussel, som måtte elimineres. Biskop Nikolas havde selv krav på tronen ved at være søn af Harald Gilles enke Ingerid og var en indædt modstander af kong Sverre og hans kreds.

## På flugt ved vintertid
Juleaften i 1205 drog Inga med lille Håkon til Hamar, men af frygt for baglerne, som ledte efter barnet, rejste hun straks videre til Lillehammer og gemte sig der i julen. I januar 1206 drog en flok birkebeinere på ski over fjellet fra Lillehammer til Østerdalen, forfulgt af baglerne. De havde den halvandet år gamle Håkon med sig. Moderen Inga var også med i følget. Birkebeiner-flokken var på vej nord over Opplandene for at bringe sønnen til kongsgården i Nidaros, hvor birkebeinerne stod stærkt og drengen ville være tryg. 
Fra Lillehammer drog de øst over fjellet; de mente det var risikabelt at fare den almindelige vej nord over Gudbrandsdalen. Vejr og føre var ikke på birkebeinernes side. Da uvejret rasede som værst, blev det bestemt, at de to bedste skiløbere, Torstein Skjevla og Skjervald Skrukka, skulle drage i forvejen og bringe drengen i sikkerhed. 
De fandt ly for ham i en hølade (utløe), hvor de smeltede sne for at give ham noget at drikke. Sagaen giver ingen grund til at tro, at Inga var med på denne tur, selv om den ikke specifikt nævner, at hun ikke var det. De to birkebeinere kæmpede sig gennem uvejret uden tanke på at vende om eller give op for at redde det barn, som de håbede skulle blive Norges konge. "På denne ferden sleit de mye vondt av styggevær og frost og snø."
Bag sagaens knappe beretning ligger en dramatisk og historisk dåd, som står centralt i Norgeshistorien og fortsat mindes i kunst og årlige ski- og cykelløb.

## Ingas søn bliver Norges konge
Håkon Håkonssons kongedømme fik en trang fødsel. Birkebeinerne gik til valg i Nidaros med Håkon, frillesønnen af Håkon Sverresson, som kongsemne. Jarl Skule Bårdsson, som selv have higet efter kongetronen, som halvbroder til kong Inge Bårdsson, blev overrumplet. 
Det var et dristigt projekt, birkebeinerne gennemførte. De krævede, at man skulle tage hensyn til Håkon, se bort fra hans uægte fødsel og det tvilvsomme faderskab, som man kun havde Ingas ord for. Gejstligheden i Nidaros nægtede at godtage andre end Skule Bårdsson, men ærkebiskop Guttorm var på dette tidspunkt på visitats i Hålogaland.
Birkebeinerne satte hårdt mod hårdt og stævnede Øyrating på egen hånd, hvor veteranen fra kong Sverres dage, Dagfinn Bonde fra Bergen, fremlagde et brev fra birkebeinerne på Gulating, som ikke ville godtage andre end Håkon Håkonsson. Birkebeinerne fik hyldet Håkon til trods for, at præsterne kæmpede imod og nægtede at bære Hellig-Olavs skrin ud til at sværge kongseden på ligesom de nægtede Inga at bære jernbyrd for sønnen. Skule Bårdsson fortsatte med at så tvivl om ophavet og nægtede at sværge troskabsed til Håkon Håkonsson.
Hyldningen blev gentaget i Bergen nogle måneder senere, og da sværgede Skule eden, men på en sådan måde, at han selv blev medregent. Her fik Håkon sværget kongseden på St. Sunnivas skrin.

## Inga kongsmor
Ifølge sagaen giftede Inga kongsmor, kort efter Håkons fødsel i 1204, sig med birkebeinerhøvdingen Vegard fra Verdal. I dette ægteskab fødte hun senere sønnen Olav Vegardsson.
Dette var ikke noget til hinder for, at hun i 1218, efter en del vanskeligheder, "bar jern" for at bevise sandheden, at kong Håkon er Håkon Sverressons søn. "Jernbyrd" kommer fra norrønt járnburdr og betyder at bære gloende jern. Det var kirken, som indførte troen på, at sandheden ville blive bevist gennem et rituale, hvor en person tog et stykke jern fra kogende vand og så gik ni skridt med det i hænderne. Var hænderne uskadte og uden brandsår en tid efter, havde Gud selv taget stilling til skyld eller uskyld. Harald Gille (1130–1136) beviste på samme måde sin ret til kongstronen ved at gå på glødende jern. Paven gik i mod dette i 1216, og kirken i Norge forbød traditionen i 1247. I stedet afgjorde man tvister ved at bruge vidner. Om og eventuelt hvordan Inga klarede testen ved vi ikke i dag.
Inga blev aldrig selv dronning, men hun er en af norgeshistoriens mest særegne skikkelser. Hun oplevede at se sin søn som Norges konge. 
Efter Vegards død i 1221 nævnes hun andetsteds i Håkon Håkonssons saga sammen med andre af hoffets damer. Inga døde i Bergen i 1234.

## Eftermæle
Gunnar Reiss-Andersen skrev i 1940 digtet "Jernbyrd", hvor sidste vers knytter jernbyrd med nationens tunge situation:
Bærer du jernbyrd mitt land?
- Som en kongsmor, din like,
bar dette brennende purpur
for retten til riket.
Uden for det tidligere kommunehus i Varteig står en bauta til minde om Inga fra Varteig, som hun er blevet kaldt efter, at Henrik Ibsen skrev Kongs-Emnerne.
Ingalåmi, Norges største skiløb for kvinder, er opkaldt efter Inga fra Varteig. Arrangementet starter fra Birkebeineren Skistadion i Lillehammer anden weekend i marts hvert år. Det første løb i 1993 havde 1638 tilmeldte. Til Ingalåmi i 2002 meldte der sig over 5.000 kvinder i alle aldre.
"Ingaleden" er en vandretur til minde om Ingas flugt til Indre Østfold. Den arrangeres en gang årligt og går fra Varteig kirke til Folkenborg museum, i alt 33 km.